# Узы-Боры (фильм)
«Узы́-Боры́» (рус. Ягода-Клубника) — молодёжная романтическая комедия на удмуртском языке. До создания картины в истории удмуртского кинематографа было только два полнометражных фильма: «Тень Алангасара» (1994) и «Соперницы» (1929).

## Сюжет
Максим из деревни Гондыргурт влюблен в молодую певицу Викторию Ядыгарову, песни которой услышал по радио. В городе на удмуртской вечеринке он наконец видит удмуртскую звезду, но тут же теряет надежду на знакомство — столичную красавицу увозит возлюбленный на крутой иномарке. Сестра и дедушка Максима всерьез озадачены задачей спасти Максима от депрессии. С помощью недавно вернувшегося из армии Митрея и друзей, они отправляются к продюсеру Вики, удмуртскому хипстеру Роберту и заманивают их в деревню на концерт. Тут и завязываются отношения Максима и Вики.

## Бюджет
Бюджет фильма не афишируется. Известно лишь, что все расходы взяла на себя польская сторона, а актёры играли бесплатно.

## Создатели фильма

### Съёмочная группа
- Режиссёр, продюсер: Петр Палган
- Сценарист и музыкальный оформитель: Дарали Лели
- Ассистент режиссёра: Дарья Яшина
- Оператор: Доминик Палган
- Монтаж: Войтек Каневски
- Ассистенты оператора: Юрий Зелёненький, Олег Кропачев
- Художник по костюмам: Дарали Лели, Polina Kubista
- Звукорежиссёр: Алексей Анкудинов

### В ролях
| Актёр               | Роль                            |
| ------------------- | ------------------------------- |
| Костя Никитин       | Максим                          |
| Лена Фролова        | певица Виктория Ядыгарова       |
| Ирина Крестьянинова | сестра Максима Дыды             |
| Леонид Гусев        | дед Максима Дедуш               |
| Галина Волкова      | мать Максима                    |
| Юрий Ерошкин        | продюсер Вики Роберт Миннекузин |
| Роман Болтачев      | дембель, друг Максима Митрей    |
| Сергей Наговицын    | друг Максима Яша                |

В фильме также снимались: Николай Смирнов, Анна Смирнова, Любовь Киселёва, Анатолий Галиханов, Мария Имбирная, Максим Князев, Анастасия Петрова, Елена Байкова, Александр Коренков, а также группа «МАЛПАН» и жители деревни Пурогурт.

## Саундтреки
В фильме использованы:
- Back in UASSR — Ой шудэ мынам арганэ
- Back in UASSR — Кырӟа — Вера Олёна
- Амисо Вотт (Amiso Wott) — Ӟеч лу, яратонэ!
- М. Галичанина — Пишты мыным (сл. Darali Leli, муз. М. Галичанина)
- Алина Антонова — Ялан ӵошен

## Прокат и релизы
Премьере фильма предшествовала активная кампания СМИ Удмуртской Республики и создателей по продвижению фильма, которая обеспечила ажиотаж на премьерном показе состоявшемся 17 марта 2011 года в кинотеатре «Дружба» города Ижевска. Билеты были раскуплены всего за два дня, что вызвало немалое удивление сотрудников кинотеатра. В связи с чем кинотеатром и создателями фильма было принято решение об организации показов 20 марта, 30 апреля и 1 мая. 22 марта фильм был показан в «Баре веселых историй» при большом стечении народа. 10 апреля 2011 года состоялся показ в Москве, собравший около 150 зрителей. В мае состоялся показ в д. Светозарево Кировской области и Санкт-Петербурге. Создатели планируют развернуть прокатную кампанию по показу фильма в Удмуртской Республике и местах компактного проживания удмуртов за пределами республики. Летом 2011 года ожидается официальный DVD-релиз картины, телепремьера и онлайн версия в Интернете.

## Перевод фильма на языки мира
Фильм был переведён на финский, венгерский, эстонский, коми, французский, немецкий, испанский языки.

## Авторские права
Фильм распространяется под свободной лицензией.

## Критика
Деятели культуры, искусства, общественные деятели и рядовые зрители высказывались о кинофильме, в основном, положительно, несмотря на незамысловатость сюжета, низкое качество звука, изображения, монтажа и плохую игру многих актёров.
Основатель финно-угорской социальной сети Uralistica Артём Малых одним из первых пишет о фильме «Узы-Боры»:

Этот фильм — ещё один пример того, насколько продуктивными и перспективными могут быть низовые инициативы, а также того, что внешние агенты «Удмуртлыка» по-прежнему дают фору внутренним.
— А. Малых

## Телепремьера
Телепремьера фильма состоялась на телеканале «Моя Удмуртия»  2 октября 2011 года в 11 часов 55 минут по московскому времени.